# Natalia Erdynijewa
Natalia Erdynijewa, ros. Наталья Константиновна Эрдыниева    (ur. 6 sierpnia 1988 w Ułan Ude) – rosyjska łuczniczka, dwukrotna brązowa medalistka mistrzostw świata, dwukrotna mistrzyni Europy. Startuje w konkurencji łuków klasycznych.
Największym jej osiągnięciem jest brązowy medal mistrzostw świata w Lipsku (2007) w konkurencji indywidualnej. Trzy lata później w Rovereto zdobyła dwa złote medale mistrzostw Europy (indywidualnie i drużynowo). W 2008 roku startowała w igrzyskach olimpijskich w Pekinie, zajmując 14. miejsce.